# براندون فوببس
براندون فوببس (بالإنجليزية: Brandon Fobbs)‏ هو ممثل أمريكي، ولد في 19 أبريل 1981 في الولايات المتحدة.

## أعمال

### أفلام
- (2008) جرذان النفق[1]

## وصلات خارجية
- براندون فوببس على موقع IMDb (الإنجليزية)
- براندون فوببس على موقع قاعدة بيانات الفيلم (الإنجليزية)